# Anadia marmorata
Anadia marmorata — вид ящірок родини гімнофтальмових (Gymnophthalmidae). Ендемік Венесуели.

## Поширення і екологія
Anadia marmorata мешкають в горах Прибережного хребта на півночі Венесуели. Вони живуть у вологих гірських і хмарних тропічних лісах, на висоті від 1100 до 2300 м над рівнем моря.